# Jaisamand Wildlife Sanctuary
Jaisamand Wildlife Sanctuary és una reserva d'animals i entorn situada al Rajasthan al districte d'Udaipur, a 48 km al sud-est de la ciutat d'Udaipur.
Té una superfície de 62 km² i està al costat del llac Dhebar o Jaisamand, que li dona nom i que en forma part. Fou creat el 1957. Destaquen les aus migratòries, cocodrils tortugues, diversos peixos, lleopards, guineus, xacals, gats salvatges, cérvols, gaseles, antílops de quatre corns, mangostes, mones, porc espins i senglars entre d'altres a més de serps i ratapinyades.
Un restaurant i algun bungalow serveixen per als turistes. Les carreters a l'interior mesuren 70 km.